# Аијелска пустара
Аијелска пустара, у свету Точка времена, гола, пуста и готово безводна је земља источно од Кичме света. Аијели је зову Трострука земља.
Мало има посетилаца споља; Аијели сматрају да су у рату са свим другим народима и не дочекују странце добродошлицом. Само торбари, забављачи и Туата’ани могу безбедно да уђу, мада Аијели избегавају сваки додир с Туата’анима, које називају „Несталима“. Не зна се да постоји иједна мапа саме Пустаре.